# Єршова Нелі Михайлівна
Нелі Михайлівна Єршова (нар. 19 жовтня 1939, село Єлєновка Хачмазького району Азербайджанської РСР, тепер Азербайджан) — радянська державна діячка, новатор виробництва, наладчиця виробничого об'єднання «Пермський машинобудівний завод імені Дзержинського». Кандидат у члени ЦК КПРС у 1981—1986 роках. Член ЦК КПРС у 1986—1990 роках.

## Життєпис
У 1957 році закінчила середню школу.
З 1958 року — масовик, завідувачка Будинку піонерів.
У 1964—1971 роках — токар, з липня 1971 року — наладчиця виробничого об'єднання «Пермський машинобудівний завод імені Дзержинського».
Член КПРС з 1973 року.
У 1997—2002 роках — старший майстер Федерального державного унітарного підприємства «Пермський машинобудівний завод імені Дзержинського».
Потім — на пенсії.

## Нагороди і звання
- орден Трудового Червоного Прапора
- орден «Знак Пошани»
- медалі